# ایلی-لو-او-کلاشر
ایلی-لو-او-کلاشر (به فرانسوی: Ailly-le-Haut-Clocher) یک کمون در فرانسه است که در Canton of Ailly-le-Haut-Clocher واقع شده‌است.

## خصوصیات
ایلی-لو-او-کلاشر ۱۰٫۸۱ کیلومترمربع مساحت و ۸۸۱ نفر جمعیت دارد و ۱۰۷ متر بالاتر از سطح دریا واقع شده‌است.